# Martha Christina Tiahahu
Martha Christina Tiahahu (ur. 24 stycznia 1808 w Abubu na wyspie Nusalaut, zm. 2 stycznia 1818) – molukańska działaczka ruchu oporu na wyspie Nusalaut w ramach oddziału partyzanckiego dowodzonego przez jej ojca, Kapitana Paulusa Tiahahu.
Pośmiertnie została uhonorowana tytułem Bohatera Narodowego Indonezji.